# Württembergisches Bodenseeufer – Neufassung Teilbereich Friedrichhafen-West
Das Gebiet Württembergisches Bodenseeufer – Neufassung Teilbereich Friedrichshafen-West ist ein mit Verordnung vom 26. Februar 2004 des Landratsamts Bodenseekreis als untere Naturschutzbehörde ausgewiesenes Landschaftsschutzgebiet (LSG-Nummer 4.35.042) im Bereich der baden-württembergischen Stadt Friedrichshafen im Bodenseekreis in Deutschland.

## Lage
Das 114 Hektar große Landschaftsschutzgebiet Württembergisches Bodenseeufer – Neufassung Teilbereich Friedrichshafen-West gehört naturräumlich zum Bodenseebecken. Es erstreckt sich westlich der Stadtmitte Friedrichshafens über eine Länge von rund viereinhalb Kilometern überwiegend südlich der Bundesstraße 31, zwischen dem Seemooser Horn im Osten, Manzell, Fischbach und dem Lipbach, der Grenze zur Nachbargemeinde Immenstaad im Westen. Nach Süden bildet der Bodensee die natürliche Grenze.

## Schutzzweck
Wesentliche Schutzzwecke sind unter anderem
- die Sicherung der seenahen Freiflächen als Teile der wichtigen Vernetzungslinien zwischen Bodenseeufer und Hinterland sowie als wertvollen Grüngürtel entlang des Bodensees
- die Erhaltung der naturnahen Flächen mit Teilbereichen der Flachwasserzone und den vorhandenen Grünstrukturen, wie den Ufergehölzen des Seehags, den Röhrichten, den Galeriewäldern entlang der Brunnisach und des Lipbachs, als Lebensraum für Tiere und Pflanzen
- die Sicherung der unbebauten oder nur untergeordnet bebauten Freiflächen, wie den Villengärten, Parks, Kleingärten, den landwirtschaftlich genutzten Flächen vor einer weiteren baulichen Entwicklung, als wertvolle Grünstrukturen und Grünachsen in einem großteils städtisch geprägten Umfeld